# Сан-Рівер (Монтана)
Сан-Рівер (англ. Sun River) — переписна місцевість (CDP) в США, в окрузі Каскейд штату Монтана. Населення — 95 осіб (2020).

## Географія
Сан-Рівер розташований за координатами 47°31′50″ пн. ш. 111°43′26″ зх. д. / 47.53056° пн. ш. 111.72389° зх. д. (47.530540, -111.723988).  За даними Бюро перепису населення США в 2010 році переписна місцевість мала площу 4,82 км², уся площа — суходіл.

### Клімат
| Клімат : Сан-Рівер      | Клімат : Сан-Рівер | Клімат : Сан-Рівер | Клімат : Сан-Рівер | Клімат : Сан-Рівер | Клімат : Сан-Рівер | Клімат : Сан-Рівер | Клімат : Сан-Рівер | Клімат : Сан-Рівер | Клімат : Сан-Рівер | Клімат : Сан-Рівер | Клімат : Сан-Рівер | Клімат : Сан-Рівер | Клімат : Сан-Рівер |
| Показник                | Січ.               | Лют.               | Бер.               | Квіт.              | Трав.              | Черв.              | Лип.               | Серп.              | Вер.               | Жовт.              | Лист.              | Груд.              | Рік                |
| Абсолютний максимум, °C | 18,9               | 22,8               | 25,6               | 31,1               | 33,9               | 37,2               | 43,9               | 38,9               | 36,1               | 32,8               | 23,3               | 18,3               | 43,9               |
| Середній максимум, °C   | 1,3                | 4,4                | 8,6                | 14,1               | 18,9               | 23,3               | 27,5               | 27,1               | 21,3               | 15,3               | 6,3                | 2,1                | 14,2               |
| Середній мінімум, °C    | −11,2              | −8,8               | −5,4               | −0,9               | 3,7                | 7,9                | 9,9                | 9,3                | 4,7                | 0,6                | −5,1               | −9,6               | −0,4               |
| Абсолютний мінімум, °C  | −43,3              | −42,8              | −36,1              | −26,7              | −13,3              | −3,3               | 0,6                | −2,2               | −8,9               | −28,3              | −40                | −46,1              | −46,1              |
| Норма опадів, мм        | 11                 | 9                  | 17                 | 31                 | 55                 | 53                 | 37                 | 38                 | 27                 | 21                 | 12                 | 11                 | 322                |
| Днів з опадами          | 5,6                | 4,6                | 6,5                | 7,6                | 10,2               | 9,2                | 7,1                | 7,8                | 6,6                | 5,1                | 5,0                | 5,0                | 80,3               |
| Днів зі снігом          | 4,9                | 3,8                | 3,3                | 2,0                | 0,2                | 0,0                | 0,0                | 0,02               | 0,2                | 0,9                | 3,1                | 3,8                | 22,2               |
| ----------------------- | ------------------ | ------------------ | ------------------ | ------------------ | ------------------ | ------------------ | ------------------ | ------------------ | ------------------ | ------------------ | ------------------ | ------------------ | ------------------ |
| Джерело: NOAA           |                    |                    |                    |                    |                    |                    |                    |                    |                    |                    |                    |                    |                    |

## Демографія
Згідно з переписом 2010 року, у переписній місцевості мешкали 124 особи в 56 домогосподарствах у складі 33 родин. Густота населення становила 26 осіб/км².  Було 61 помешкання (13/км²).
Расовий склад населення:
| - 92,7 % — білих - 0,8 % — корінних американців |

До двох чи більше рас належало 6,5 %. Частка іспаномовних становила 0,8 % від усіх жителів.
За віковим діапазоном населення розподілялося таким чином: 21,8 % — особи молодші 18 років, 61,3 % — особи у віці 18—64 років, 16,9 % — особи у віці 65 років та старші. Медіана віку мешканця становила 44,0 року. На 100 осіб жіночої статі у переписній місцевості припадало 93,8 чоловіків;  на 100 жінок у віці від 18 років та старших — 102,1 чоловіків також старших 18 років.
За межею бідності перебувало 23,8 % осіб, у тому числі 100,0 % дітей у віці до 18 років та 10,2 % осіб у віці 65 років та старших.
Цивільне працевлаштоване населення становило 31 осіб. Основні галузі зайнятості: фінанси, страхування та нерухомість — 35,5 %, сільське господарство, лісництво, риболовля — 25,8 %, транспорт — 12,9 %, роздрібна торгівля — 12,9 %.